# Grupo de Carmé

Grupo de satélites irregulares de Júpiter.

El Grupo de Carmé es un grupo de satélites retrógrados de Júpiter en órbitas entre 23 y 24 millones de km de distancia al planeta y con inclinaciones de alrededor de 165° aproximadamente.

## Origen
La muy baja dispersión de los elementos orbitales entre los miembros principales (el grupo está separado por menos de 700.000 kilómetros en el semieje mayor y de menos de 0.7 ° en inclinación) sugiere que puede que alguna vez hayan sido un solo órgano que se rompió por un impacto. La dispersión puede explicarse por una muy pequeña velocidad de impulso (5 m/s). El órgano del que depende, probablemente, fue aproximadamente del tamaño de Carme, 46 km de diámetro, el 99% de la masa del grupo se encuentra todavía en Carmé.
Más apoyo para la teoría de cuerpo único proviene de los colores conocidos y de los espectros infrarrojos, similares a los asteroides de tipo D. Estos datos son coherentes con un progenitor de la familia Hilda-Júpiter o un troyano.

## Miembros del grupo

Miembros del grupo de satélites irregulares de Júpiter.

| Nombre                  | Diámetro (km) | Masa (kg) | Radio orbital (km) | Periodo (d) | Inclinación (°) | Excentricidad |
| ----------------------- | ------------- | --------- | ------------------ | ----------- | --------------- | ------------- |
| Herse                   | 2             | 1,5×1013  | 22.992.000         | 714,470     | 164,917         | 0,2378        |
| S/2003 J 10?            | 2             | 1,5×1013  | 23.041.000         | 716,250     | 165,086         | 0,4295        |
| Pasítea                 | 2             | 1,5×1013  | 23.004.000         | 719,440     | 165,138         | 0,2675        |
| Caldona                 | 4             | 7,5×1013  | 23.100.000         | 723,700     | 165,191         | 0,2519        |
| Arce                    | 3             | 4,5×1013  | 22.931.000         | 723,900     | 165,001         | 0,2588        |
| Isonoé                  | 4             | 7,5×1013  | 23.155.000         | 726,250     | 165,268         | 0,2471        |
| Erínome                 | 3             | 4,5×1013  | 23.196.000         | 728,510     | 164,934         | 0,2665        |
| Calé                    | 2             | 1,5×1013  | 23.217.000         | 729,470     | 164,996         | 0,2599        |
| Aitné                   | 3             | 4,5×1013  | 23.229.000         | 730,180     | 165,091         | 0,2643        |
| Táigete                 | 5             | 1,6×1014  | 23.280.000         | 732,410     | 165,272         | 0,2525        |
| S/2017 J 8 Júpiter LXIX | 1             |           | 23.232.700         |             | 164,7           |               |
| S/2003 J 9              | 1             | 1,5×1012  | 23.384.000         | 733,290     | 165,079         | 0,2632        |
| Carmé                   | 46            | 1,3×1017  | 23.404.000         | 734,170     | 164,907         | 0,2533        |
| Eirene                  | 4             | 9,0×1013  | 23.495.000         | 738,730     | 165,247         | 0,2478        |
| S/2003 J 19             | 2             | 1,5×1013  | 23.533.000         | 740,420     | 165,153         | 0,2556        |
| Cálice                  | 5             | 1,9×1014  | 23.566.000         | 742,030     | 165,159         | 0,2465        |
| Eukélade                | 4             | 9,0×1013  | 23.661.000         | 746,390     | 165,482         | 0,2721        |
| Kallichore?             | 2             | 1,5×1013  | 24.043.000         | 764,730     | 165,501         | 0,2640        |